# Рейчел, Рейчел
«Рейчел, Рейчел» (англ. Rachel, Rachel) — дебютный кинофильм режиссёра Пола Ньюмана, вышедший на экраны в 1968 году. Экранизация романа Маргарет Лоренс «Насмешка бога» (A Jest of God).

## Сюжет
Рейчел — незамужняя школьная учительница средних лет, живущая вместе со своей матерью на верхнем этаже похоронного бюро. Она устала от своей работы, одиночества и однообразия своей жизни. Она замкнута в себе и чувствует, что её жизнь клонится к закату. Однажды подруга и школьная коллега Калла уговаривает Рейчел посетить церковную службу, где под влиянием проповедника женщина испытывает неожиданный выброс эмоций. Вскоре в городе появляется её старый знакомый Ник, приехавший навестить родителей. Между ним и Рейчел вспыхивает роман…

## Актёрский состав
- Джоан Вудворд — Рейчел Кэмерон
- Джеймс Олсон — Ник Казлик
- Кейт Харрингтон — миссис Кэмерон
- Эстель Парсонс — Калла Макки
- Дональд Моффат — Найалл Кэмерон
- Терри Кайзер — священник
- Фрэнк Корсаро — Гектор Джонас
- Джеральдин Фицджеральд — преподобная Вуд
- Бернард Барроу — Лейтон Сиддли
- Нелл Поттс — Рейчел в детстве

## Награды и номинации
- 1969 — четыре номинации на премию «Оскар»: лучший фильм (Пол Ньюман), адаптированный сценарий (Стюарт Стерн), женская роль (Джоан Вудворд) и женская роль второго плана (Эстель Парсонс).
- 1969 — две премии «Золотой глобус»: лучший режиссёр (Пол Ньюман) и лучшая женская роль — драма (Джоан Вудворд).
- 1969 — номинация на премию BAFTA за лучшую женскую роль (Джоан Вудворд).
- 1969 — номинация на премию Гильдии режиссёров США за лучшую режиссуру художественного фильма (Пол Ньюман).
- 1969 — номинация на премию Гильдии сценаристов США за лучшую американскую драму (Стюарт Стерн).
- 1969 — попадание в десятку лучших фильмов по версии Национального совета кинокритиков США.